# Noël De Pauw
Noël De Pauw   (Sint-Denijs-Boekel, 25 de juliol de 1942 - Zaventem, 13 d'abril de 2015) va ser un ciclista belga, professional entre el 1964 i el 1972. En el seu palmarès destaquen la Gant-Wevelgem i l'Omloop Het Volk de 1965.

## Palmarès
- 1963
  - Vencedor d'una etapa a la Volta a Bèlgica amateur
- 1965
  - 1r a la Gant-Wevelgem
  - 1r a l'Omloop Het Volk
  - 1r al Critèrium de Moorslede
  - 1r a Onze-Lieve-Vrouw Waver
- 1966
  - 1r a Onze-Lieve-Vrouw Waver
- 1967
  - Vencedor d'una etapa dels Quatre dies de Dunkerque
- 1968
  - 1r a Omloop Hageland-Zuiderkempen